# 714
Раннє Середньовіччя. Триває чума Юстиніана. У Східній Римській імперії триває правління Анастасія II. Більшу частину території Італії займає Лангобардське королівство, деякі області належать Візантії. У Франкському королівстві формально править династія Меровінгів при фактичній владі в руках мажордомів. В Англії триває період гептархії. Авари та слов'яни утвердилися на Балканах. Центр Аварського каганату лежить у Паннонії. Існують слов'янські держави: Карантанія та Перше Болгарське царство.
Омеядський халіфат займає Аравійський півострів, Сирію, Палестину, Персію, Єгипет, Північну Африку та Піренейський півострів. У Китаї править династія Тан. Індія роздроблена. В Японії почався період Нара. Хазарський каганат підпорядкував собі кочові народи на великій степовій території між Азовським морем та Аралом. Відновився Тюркський каганат.
На території лісостепової України в VIII столітті виділяють пеньківську й корчацьку археологічні культури. У VIII столітті тривало швидке розселення слов'ян. У Північному Причорномор'ї співіснують різні кочові племена, зокрема булгари, хозари, алани, авари, тюрки, кримські готи.

## Події
- Триває підкорення арабами Піренейського півострова. Вони захопили Сарагосу, Леон.
- Халіф Валід I відкликав Мусу ібн Насайра та Таріка ібн Зіяда в Дамаск відзвітуватися за кампанію в Іспанії. Завершення завоювання покладено на сина Муси Абд аль-Азіза.
- Кутайба бін Муслім зібрався в похід на китайський Кашгар.
- У Франкському королівстві в квітні вбили сина Піпіна Герістальського Грімоальда II. 16 грудня помер сам Піпін. Мажордомом став Теодебальд, позашлюбний син Грімоальда, якому лише 6 років, замість нього справами королівства займається бабуся Плектруда. У королівства великі проблеми: збунтувалися тюринги й алемани, сакси й фризи пішли на Мец, здійнявся бунт в Аквітанії.
- Китай захопив Джунгарію у західних тюрків.